# Хосе Альберто Баеса
Луіс Альберто Баеса Мена (ісп. Luis Alberto Baeza Mena, нар. 6 грудня 1938, Мехіко, Мексика) — мексиканський футболіст, який грав на позиції нападника.

## Кар'єра гравця
Футбольну кар'єру розпочав 1958 року в клубі «Некакса». У складі команди виграв кубок та суперкубок Мексики. У 1968 році протягом одного сезону виступав за «Сан-Дієго Торос» у Північноамериканській футбольній лізі. Допоміг команді з «Сан-Дієго» дійти до фіналу вище вказаного турніру, де вона поступилася «Атланті Чіфс». За деякими даними виступав також у Лізі іспанського футболу (чемпіонат Мехіко) за «Пачуку».
Разом зі збірною Мексики поїхав на чемпіонат світу 1962 року, але на турнірі не грав. Альберто так і не зіграв жодного поєдинку за національну команду.

## Кар'єра тренера та функціонера
Через багато років по завершенні кар'єри футболіста створив футбольний клуб «Пато Баеса», який виступав у Терсера Дивізіон (четвертому дивізіоні чемпіонату Мексики), також тренував команду. Офіс клубу знаходиться в Текскоко, в якому колись функціонував клуб «Депортіво Текскоко», заснований колишнім футболістом Хосе Санчесом.
Але назва «Пато Баеса» тепер означає не лише мексиканський клуб четвертого дивізіону, а й загалом пропаганду спорту серед молоді. Зараз існує дитячо-юнацька ліга під назвою ісп. Liga de Futbol Soccer Infantil y Juvenil Pato Baeza, в якому розігрується трофей під назвою Кубок Пато Баеси.

## Досягнення
«Некакса»
- Кубок Мексики
  -  Володар (2): 1959/60, 1965/66

- Чемпіон чемпіонів
  -  Володар (1): 1966
  -  Фіналіст (1): 1960